# 2255 Qinghai
2255 Qinghai је астероид главног астероидног појаса са пречником од приближно 22,90 .
Афел астероида је на удаљености од 3,582 астрономских јединица (АЈ) од Сунца, а перихел на 2,619 АЈ.
Ексцентрицитет орбите износи 0,155, инклинација (нагиб) орбите у односу на раван еклиптике 14,189 степени, а орбитални период износи 1994,526 дана (5,460 година).
Апсолутна магнитуда астероида је 11,30 а геометријски албедо 0,101.
Астероид је откривен 3. новембра 1977. године.